# NGC 285

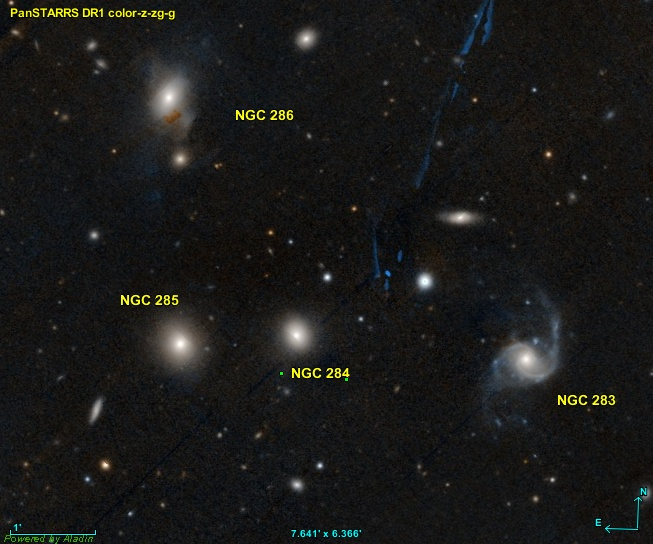
NGC 283, 284, 285 et 286 sont dans la même région du ciel et ces galaxies forment probablement un groupe qui n'est mentionné dans aucune des sources consultées.

NGC 285 est une grosse galaxie lenticulaire située dans la constellation de la Baleine. 

## Découverte
NGC 285 a été découverte par l'astronome américain Francis Leavenworth en 1886 qui l'a décrite comme extrêmement pâle, petite et ronde, la troisième de quatre, les autres étant NGC 283, NGC 284 et NGC 286. Ces quatre galaxies sont dans la même région de la sphère céleste et à peu près à la même distance de nous. On en déduit qu'elles constituent probablement un groupe de galaxies, mais ce groupe n'est mentionné par aucun auteur.

## Caractéristiques
Sa vitesse par rapport au fond diffus cosmologique est de 11 078 ± 72 km/s, ce qui correspond à une distance de Hubble de 163 ± 11 Mpc (∼532 millions d'al).